# 파블로스
파블로스(그리스어: Παύλος Α΄ της Ελλάδας, 1901년 12월 14일 ~ 1964년 3월 6일)는 1947년부터 1964년까지 재위한 그리스 왕국의 왕이다. 1940년 제2차 세계 대전 때에는 그리스 군의 장교로 이탈리아와의 교전에 참전하였고, 1941년에는 독일과의 전쟁에 참전하였으나 그리스가 패하면서 망명하였다. 제2차 세계대전이 끝난 뒤, 그리스 정부군의 지휘관으로 공산주의 게릴라 세력과 교전하였다. 1947년 형 요르요스 2세가 아들이 없이 사망하면서 왕위를 계승하였다. 그는 정치에는 초연한 입장을 밝혔지만 국내 문제와 경제 문제에는 적극 관여, 개입하였다.

## 생애

### 젊은 시절

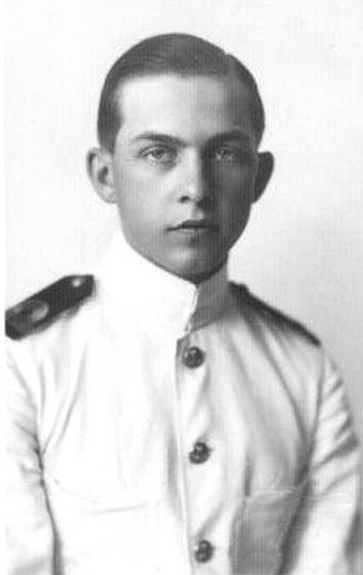
소년기의 파블로스

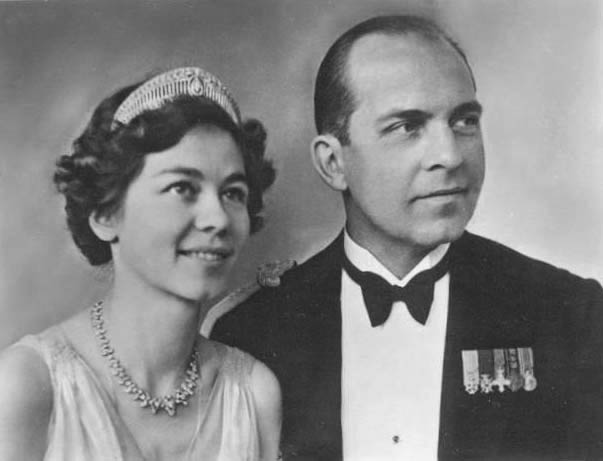
파블로스의 결혼 사진

콘스탄티노스 1세과 소피아의 아들인 파블로스는 아테네에서 태어났다. 그는 다섯 그리스 황가(비잔티움 제국)의 직계 후손이었다. 그는 해군 장교로 훈련을 받았다. 1938년에 파블로스는 아테네에서 하노버의 프레데리키와 혼인하였다. 부부는 1남 2녀를 두었다. 
1917년부터 1920년까지 파블로스는 부왕 콘스탄티노스 1세와 함께 망명 생활을 하였다. 1923년부터 1935년 사이 그리고 1941년과 1946 사이에는 형 요르요스 2세와 함께 망명 생활을 하였다. 1917년부터 1920년 사이에 파블로스는 그의 아버지 콘스탄티노스 1세를 따라 망명 생활을 하였다. 그뒤 1924년부터 1935년 다시 망명생활을 하였고 1941년부터 1946년까지 다시 망명 생활을 하였다. 제2차 세계 대전 중 그리스가 독일의 점령 하에 있던 시절에는 대부분 런던과 카이로의 망명 정부에서 지냈다. 카이로에서 파블로스는 그리스 국민들에게 메시지를 방송하여 보냈다. 결혼하기 전에 그는 한때 동성애 문학에도 관심을 두기도 했다.

### 청년기
1917년 부왕 콘스탄티노스 1세가 제1차 세계 대전 문제와 전쟁에서의 패전 문제로 폐위당하자 그는 왕위 계승 유력 후보자였지만 부왕 콘스탄티노스와 함께 그리스를 떠나 망명생활을 하였다. 1920년 10월 형 알렉산드로스 왕이 원숭이에게 물려 패혈증으로 죽자 왕위 계승권을 제의받았지만 파블로스는 왕위를 거절하였다. 1920년 12월 아버지 콘스탄티노스 1세가 복위되면서 귀국하였다.
1923년 12월 공화정을 시행하자는 여론이 높아지자 그는 다시 그리스를 떠나 1935년까지 형 요르요스 1세 일가와 함께 망명생활을 했다. 1935년에 왕정 부활이 선언되고 요르요스가 왕으로 추대되어 귀국했다. 1938년 친척인 브라운슈바이크 출신 프레데리카 공주와 결혼하였다. 1940년 제2차 세계 대전 때에는 그리스 해군으로 참전하였고, 육군, 공군의 장교로 복무할 때는 이탈리아와의 전쟁이 일어나자 그리스 국군 참모부에서 활동하였다. 1941년 그리스와 독일의 전쟁에서 아테네가 점령당하자, 점령된 그리스를 탈출하여 아프리카로 가, 이집트 카이로와 남아프리카에서 망명 생활을 하였다.

### 귀국과 통치
파블로스는 1946년에 그리스로 귀국하였다. 1947년에 왕위에 형 요르요스 2세의 죽음으로 왕위를 계승하였다. 그러나 이 당시는 그리스 공산당과 비 공산당 정부군 간에 그리스 내전이 벌어지고 있었고, 그는 신속하게 혼란을 수습하였다. 1949년 공산주의 반군을 진압하고, 내전기간 중 파괴된 부서진 북쪽을 재건하였다. 1950년 그리스 경제가 회복되자 국외 방문으로 외교와 통상 확대에 노력을 기울였다. 1950년대에는 수출, 무역 정책을 추진하여 그리스의 경제를 회복시켰고, 외교 및 무역 링크는 파블로스의 경제 수교, 해외 순방에 의해 강화되었다.
또한 터키의 이스탄불에도 방문하여 그는 터키를 방문하는 최초의 그리스의 군주이자 그리스 국가원수가 되었다. 그러나 키프로스 문제 때문에 정치적, 외교적으로 어려움을 겪었다. 자신이 임명한 총리 콘스탄티노스 카라만리스(Konstantinos Karamanlis)를 해임하는 등 반발을 살 환경을 조성하였다.

### 생애 후반
그러나 그와 그리스는 키프로스의 독립을 반대, 키프로스의 독립을 지지하는 영국과의 갈등으로 한때 긴장되었다. 키프로스는 영국의 편에 섰고 결국 1960년에 독립하였다. 만년에는 병마로 고생하였다. 1959년 백내장 등에 대한 수술을 받았고, 1963년에는 맹장염 응급 수술을 받았다. 1964년 그는 위암 진단을 받고 위암에 대한 추가 수술을 하였으나 몇주만에 사망하였다.